# Regione di Bissau
La regione di Bissau, ufficialmente SAB - Sector Autónomo de Bissau, è un settore della Guinea-Bissau, con poteri amministrativi equivalenti a quelli delle regioni, che comprende la sola città di Bissau, capitale del paese.
Il settore, è a sua volta suddiviso in 8 settori di livello inferiore, a fini puramente statistici e senza valenza amministrativa.